# (17959) Camierickson
(17959) Camierickson (1999 JZ33) – planetoida z grupy pasa głównego asteroid okrążająca Słońce w ciągu 4,54 lat w średniej odległości 2,74 j.a. Odkryta 10 maja 1999 roku.